# Меув, Хельге
Хельге Меув (нем. Helge Meeuw; род. 29 августа 1984, Висбаден) — немецкий пловец, серебряный призёр олимпийских игр 2004 г. в Афинах и чемпионата мира по водным видам спорта 2009 г., рекордсмен европы на дистанции 100 м на спине в 2008 году.
Самые значимые достижения в карьере:
- Серебряный призёр Олимпийских игр 2004 г. в Афинах.
- Серебряный призёр Чемпионата мира по водным видам спорта 2009 года на дистанции 100 м, на спине.
- Серебряный призёр Чемпионата мира по водным видам спорта 2009 года в комбинированной эстафете 4×100 м.
- Обладатель золотой медали на Чемпионате Европы 2006 года.